# Pirilänkoski
Pirilänkoski este o arie protejată (arie specială de conservare — SAC, sit de importanță comunitară — SCI) din Finlanda întinsă pe o suprafață de 147 ha, integral pe uscat.

## Localizare
Centrul sitului Pirilänkoski este situat la coordonatele 61°20′32″N 22°05′58″E / 61.3422°N 22.0994°E.

## Înființare
Situl Pirilänkoski a fost declarat sit de importanță comunitară în august 1998 pentru a proteja 3 specii de animale. Situl a fost protejat și ca arie specială de conservare în aprilie 2015.

## Biodiversitate
Situată în ecoregiunea boreală, aria protejată conține 4 habitate naturale: Râuri naturale fino-scandinave, Mlaștini turboase de tranziție și turbării mișcătoare, Păduri fino-scandinave bogate în ierburi cu Picea abies, Mlaștini împădurite.
La baza desemnării sitului se află mai multe specii protejate:
- mamifere (2): vidră de râu (Lutra lutra), veveriță zburătoare siberiană (Pteromys volans)
- nevertebrate (1): Unio crassus

Pe lângă speciile protejate, pe teritoriul sitului au mai fost identificate 1 specie de plante, 2 specii de păsări, 1 specie de mamifere.